# Historia del arte del siglo XIX
Durante todo el siglo XIX el arte sufrió una transformación, conceptual la cual llevó a un cambio radical en cuanto a formas y conceptos.

## Arquitectura
El historicismo marca a la nueva arquitectura, que se deja influir por la añoranza al pasado, que encuentra su originalidad en el estudio del pasado origen. Concentraba todos sus esfuerzos en recuperar la arquitectura de tiempos pasados. Al neoclasicismo del pasado siglo le continuó el neogótico, asociada a los ideales románticos nacionalistas. La arquitectura ecléctica, quien hace evolucionar a la historicista, combinando variedad de estilos arquitectónicos en una nueva estructura.
El movimiento Arts & Crafts contempló la idea de aprovechar el desarrollo industrial y tecnológico, viendo en el artesano una figura a destacar. Con la disolución de sus ideales y la dispersión de sus defensores, las ideas del movimiento evolucionaron, en el contexto francés, hacia la estética del Art nouveau, considerado el último estilo del siglo XIX y el primero siglo XX.

## Literatura
El romanticismo del siglo XIX fue la antítesis del neoclasicismo. La moderación, el racionalismo, la pública inmoralidad serán tajantemente reemplazados por el exceso, el sentimentalismo, la búsqueda de crear una moralidad cada vez más inalcanzable. Los ideales cimentados por Rousseau, el precursor ideológico del romanticismo, culminarán en la Revolución francesa, que sería el punto de partida para la creación de una nueva época. La revolución será constantemente evocada a lo largo del siglo, junto con ideales como la libertad, la independencia y el nacionalismo, en ese entonces perteneciente a la izquierda política. Los pilares son el individualismo burgués, que quedaría plasmado en el subjetivismo literario; la evasión de la realidad, en pro de la creación de una nueva sociedad mejorada; la exaltación de la naturaleza, en la cual suponían que el Hombre estuvo exento de dramas y dificultades.
Hacia el postromanticismo se gestaría la idea de que la belleza del arte se encuentra en el arte mismo: El arte por el arte. Varias corrientes se consideran postrománticas: El parnasianismo, se caracterizaría por su ruptura con el subjetivismo y con el exceso de sentimentalismo; el simbolismo según definió el propio Jean Moréas es "Enemigo de la enseñanza, la declamación, la falsa sensibilidad, la descripción objetiva", se encuentra impregnada de intenciones metafísicas, misterio y misticismo; el decadentismo surge por el acto de potenciar a Baudelaire, que buscaba la belleza en lo repugnante, busca rebelarse contra la falsa moralidad burguesa.
Otra alternativa al romanticismo fue el realismo, inspirado en los efectos sociales del nuevo capitalismo. Es habitual el uso de la sátira, la denuncia, las temáticas de enfermedad, suciedad, locura, pobreza, vicios y prostitución. El realismo se potenciaría en el naturalismo, más influenciado por el materialismo, el positivismo o el determinismo.

## Pintura
La Pintura del siglo XIX no estuvo exonerada del quiebre histórico. Tampoco lo estuvo en la multitud de corrientes de filosofía del arte. También se dejó influenciar por el fenómeno político francés, la ruptura con el tradicional artista que muestra lo que la monarquía y su aristocracia pretende. El mundo no está en orden, y eso pretende mostrar el nuevo arte, al mismo tiempo que propone un nuevo orden: La Pintura romántica Romanticismo. Allí donde el neoclasicismo propone una belleza ideal, el racionalismo, la virtud, la línea, el culto a la Antigüedad clásica y al Mediterráneo, el romanticismo se opone y promueve el corazón, la pasión, lo irracional, lo imaginario, el desorden, la exaltación, el color, la pincelada y el culto a la Edad Media y a las mitologías de la Europa del Norte.
Hacia mediados del siglo hay una vuelta, en cierta forma, al racionalismo como fuente de inspiración. El notorio desarrollo industrial provocado por la Revolución industrial, sus "efectos secundarios" y la frustración con los estímulos revolucionarios de 1848 llevan al artista a olvidarse del tema político y a centrarse en el tema social. El manifiesto realista comprende que la única fuente de inspiración en el arte es la realidad, no existe ningún tipo de belleza preconcebida más allá de la que suministra la realidad, y el artista lo que debe hacer es reproducir esta realidad sin embellecerla.
Mientras tanto, en Inglaterra se da el denominado "prerrafaelismo", un movimiento pictórico que defiende que la pintura debe volver a una estética cuya base estaría en los pintores anteriores a Rafael. Esta pintura sigue una línea similar a los Nazarenos Alemanes, y sus máximos exponentes son Dante Gabriel Rossetti, William Holman Hunt y John Everet Millais.
Los pintores paisajistas ingleses del romanticismo sentarían las bases sobre las que más adelante trabajarían los impresionistas. De Turner los impresionistas tomarían su gusto por la fugacidad, sus superficies borrosas y vaporosas, el difuminado y la mezcla de colores intensos; pero desecharían el componente sublime, propio de la pintura romántica. Y el romanticismo 
Hacia finales de siglo y comienzo del siglo XX se podía ver una gran variedad de vanguardias. El punto máximo del individualismo implicaba que cada artista debía promover su propia vanguardia, que afirmaba, de carácter universal y verdadero. El postimpresionismo, el puntillismo, el simbolismo pictórico, el expresionismo, el cubismo, el fauvismo, el surrealismo, el futurismo darían cuenta de una sociedad que vive en la revolución por la revolución, la vanguardia por la vanguardia, la universalidad por la universalidad. Una sociedad donde los plazos son cada vez más pequeños y más rápidos.

## Música
El Romanticismo no necesariamente funcionó como antítesis del clasicismo. 
Beethoven (1770-1827), que significó un nexo entre ambos estilos, desarrolló principios heredados de Haydn en término de contraste, al mismo tiempo que extendió temporalmente la forma sonata. Se retomó la tonalidad cromática ampliándola y llegando al extremo, en el Postromanticismo, de suspenderla o creando tonalidad errante generalizada. También fue ampliado el tamaño de la orquesta llegando a extremos utópicos como el de Berlioz. En este siglo se gestaría el culto al pasado, particularmente a Bach y el barroco, por lo que se daría inicio a la interpretación como nueva rama. Hacia mediados de siglo también sería importante el papel del nacionalismo como búsqueda estética.
Hacia fin de siglo se gestaría el Impresionismo, que buscaría su expresión en la ruptura con la tonalidad, buscando en la modalidad como forma búsqueda arcaizante. También se inspiraría en músicas "exóticas", particularmente en la música de gamelán. Rompería con el contraste en favor de la homogeneidad incluso hasta llegar al concepto de música funcional, como es el caso de la pieza experimental de Erik Satie "Musique d'ameublement".
Mientras que el modalismo y escalismo del Impresionismo influenciarían más tarde a los compositores modernistas, el interés por la música con mínimos contrastes influenciaría al Minimalismo. El cromatismo postromántico, por el contrario, ejercería más influencia en el Expresionismo, que desarrollaría el atonalismo Libre y posteriormente el Dodecafonismo.
- Datos: Q5900227